# ۴۵ (ترانه شاین‌داون)
«۴۵» یک ترانه هارد راک از گروه شاین داون است. این آهنگ در ۱۳ ژوئیه ۲۰۰۳، در آلبوم زمزمه کن منتشر شد.
«۴۵» در مقام دوازدهم آهنگ‌های راک مدرن ایالات متحده و سپس در مقام سوم آهنگ‌های راک مین استریم قرار گرفت.

## جدول‌های موسیقی
| جدول (۲۰۰۴)                             | بهترین جایگاه |
| --------------------------------------- | ------------- |
| ایرپلی آلترناتیو ایالات متحده (بیلبورد) | ۱۲            |
| راک جریان اصلی ایالات متحده (بیلبورد)   | ۳             |

## گواهینامه‌ها
| منطقه                                   | گواهی  | واحد گواهی‌شده/فروش |
| --------------------------------------- | ------ | ------------------ |
| ایالات متحده (آرآی‌ای‌ای)                 | پلاتین | ۱٬۰۰۰٬۰۰۰          |
| رقم فروش+پخش جاری تنها بر پایهٔ گواهی‌ها. |        |                    |